# Hipótesis de la visión

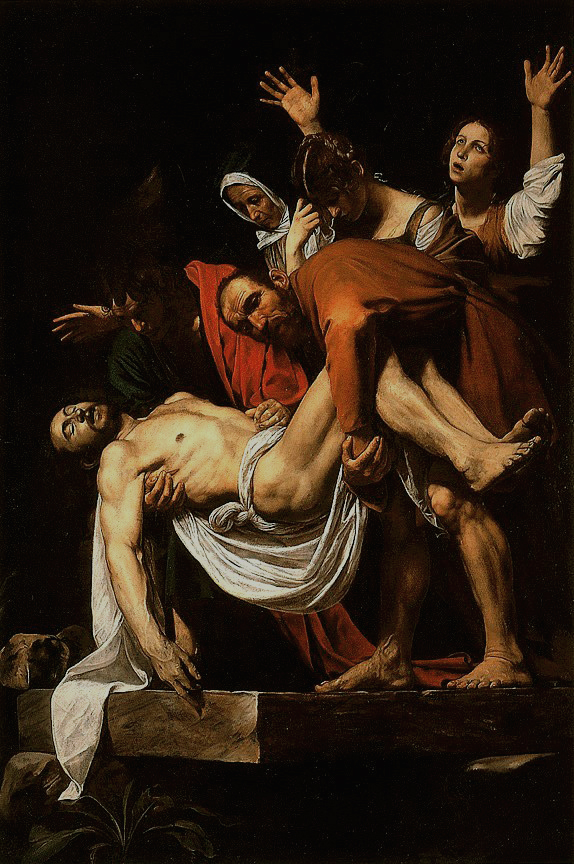
Caravaggio - El Descendimiento de Cristo.

La hipótesis de la visión es un término que se utiliza para describir una serie de teorías que cuestionan la resurrección física de Jesús y sugieren que los avistamientos de un Jesús resucitado fueron experiencias visionarias.
Debido  que la resurrección corporal literal de Jesús es la piedra angular de la creencia cristiana, la hipótesis de la visión es controvertida. No es aceptada por la mayoría de los cristianos. Sin embargo, por ejemplo, es defendida por algunos miembros del Jesus Seminar como Gerd Lüdemann.

## La hipótesis
David Friedrich Strauss (1835) originó la hipótesis de la visión como parte del rechazo de la Escuela de Tubinga de los registros del Nuevo Testamento. Esta fue desarrollada por Ernest Renan (1863) y Albert Réville (1897). Estas interpretaciones fueron posteriormente clasificadas la «hipótesis de la visión subjetiva». 
Hans Grass (1964) propuso una «hipótesis de la visión objetiva», según la cual Jesús fue resucitado en espíritu, pero su cuerpo permaneció muerto; lo que explica la conversión tardía del medio hermano Jesús, Jacobo, sin embargo, la hipótesis de la visión «objetiva» de Grass no encuentra eco en los más recientes estudios académicos.

## Objeciones
Alfred Edersheim (1959) señaló varias objeciones a la hipótesis, incluyendo que los registros muestran que los discípulos esperaban que Jesús permaneciera muerto, y no necesitaban convencerse de lo contrario. Otros también han mencionado la comida que tuvo Cristo con los Doce, y la muestra de sus heridas.
Hoy varios apologistas cristianos eruditos como Gary Habermas, William Lane Craig y Michael Morrison han argumentado en contra de las explicaciones visionarias para la resurrección. William Lane Craig y Gerd Lüdemann mantuvieron un debate escrito sobre el tema en 2000.
Pinchas Lapide rechazó la teoría de la alucinación. Después de examinar las diversas afirmaciones escribió: «Si el grupo derrotado y deprimido de los discípulos durante la noche pudo cambiar en un movimiento victorioso de la fe, basado sólo en la autosugestión o el autoengaño –sin una fe fundamentada en la experiencia– entonces este sería un milagro mucho mayor que la resurrección misma».